# Liste der Baudenkmäler in Feichten an der Alz

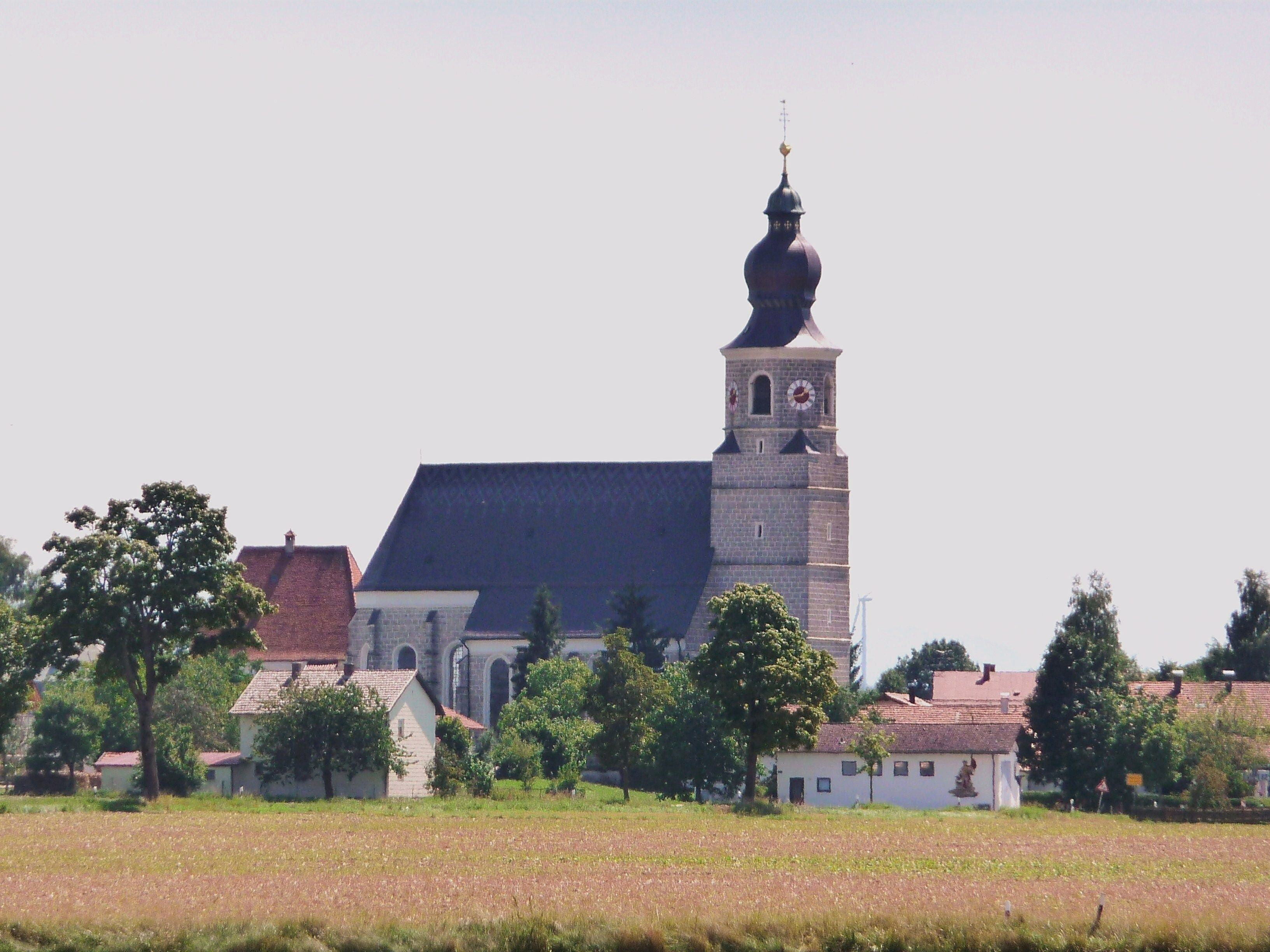
Blick auf Mariä Himmelfahrt in Feichten an der Alz

Auf dieser Seite sind die Baudenkmäler in der oberbayerischen Gemeinde Feichten an der Alz zusammengestellt. Diese Tabelle ist eine Teilliste der Liste der Baudenkmäler in Bayern. Grundlage ist die Bayerische Denkmalliste, die auf Basis des Bayerischen Denkmalschutzgesetzes vom 1. Oktober 1973 erstmals erstellt wurde und seither durch das Bayerische Landesamt für Denkmalpflege geführt wird. Die folgenden Angaben ersetzen nicht die rechtsverbindliche Auskunft der Denkmalschutzbehörde.

## Baudenkmäler nach Ortsteilen

### Feichten an der Alz
| Lage                        | Objekt                                                        | Beschreibung | Akten-Nr.              | Bild           |
| --------------------------- | ------------------------------------------------------------- | --- | ---------------------- | -------------- |
| Hauptstraße 12 (Standort)   | Gasthaus                                                      | Einfirstanlage, langgestreckter zweigeschossiger Flachsatteldachbau, 1717 nach Brand wieder aufgebaut, im Kern älter, Dachwerk um 1840, Festsaal und Portal um 1930/40.                                                                                                | D-1-71-116-24 Wikidata | BW             |
| Hauptstraße 14 (Standort)   | Wohnhaus                                                      | Freistehender, zweigeschossiger Walmdachbau mit profilierten Fensterrahmungen, biedermeierlich, um 1835, baulicher Kern 17. Jahrhundert. | D-1-71-116-2 Wikidata  | BW             |
| Maierweg 2 (Standort)       | Bauernhaus des Vierseithofes (Maierhof)                       | Zweigeschossiger Satteldachbau mit Kniestock und Putzgliederungen, Ende 19. Jahrhundert. | D-1-71-116-4 Wikidata  | BW             |
| Pfarrgasse 1 (Standort)     | Katholische Pfarr- und Wallfahrtskirche St. Mariä Himmelfahrt | Dreischiffige spätgotische Hallenkirche, 1502–13, Rokoko-Umbau durch Franz Alois Mayr 1763; mit Ausstattung. | D-1-71-116-1 Wikidata  | weitere Bilder |
| Pfarrgasse 1 (Standort)     | Kriegergedächtniskapelle                                      | Eingeschossiger Walmdachbau mit Putzgliederung, in historisierender Formensprache, Portal bezeichnet mit „1921“; mit Ausstattung. | D-1-71-116-25 Wikidata | BW             |
| Pfarrgasse 2; 2a (Standort) | Pfarrhof                                                      | Altertümlicher dreigeschossiger Bau mit Krüppelwalm und Osterker, wohl erste Hälfte 16. Jahrhundert, Umbauten 1709; ehemaliges Dienstbotenhaus, jetzt Kindergarten, zweigeschossiger Putzbau mit Mansard-Walmdach, bezeichnet mit dem Jahr 1634, Ende 18. Jahrhundert. | D-1-71-116-5 Wikidata  | Pfarrhof       |

### Edelham
| Lage                 | Objekt     | Beschreibung     | Akten-Nr.    | Bild |
| -------------------- | ---------- | ---------------- | ------------ | ---- |
| Edelham 5 (Standort) | Hofkapelle | 19. Jahrhundert. | D-1-71-116-7 | BW   |

### Edenstraß
| Lage                   | Objekt  | Beschreibung     | Akten-Nr.             | Bild |
| ---------------------- | ------- | ---------------- | --------------------- | ---- |
| Edenstraß 3 (Standort) | Kapelle | 18. Jahrhundert. | D-1-71-116-8 Wikidata | BW   |

### Ellerting
| Lage                   | Objekt  | Beschreibung                  | Akten-Nr.             | Bild |
| ---------------------- | ------- | ----------------------------- | --------------------- | ---- |
| Ellerting 5 (Standort) | Kapelle | Bezeichnet mit dem Jahr 1900. | D-1-71-116-9 Wikidata | BW   |

### Fernreith
| Lage                   | Objekt | Beschreibung                                                                             | Akten-Nr.              | Bild |
| ---------------------- | ------ | ---------------------------------------------------------------------------------------- | ---------------------- | ---- |
| Fernreith 3 (Standort) | Zuhaus | Stattlicher Putzbau mit Steilsatteldach und Fassadengliederungen, Mitte 19. Jahrhundert. | D-1-71-116-11 Wikidata | BW   |

### Geberting
| Lage                   | Objekt     | Beschreibung     | Akten-Nr.     | Bild |
| ---------------------- | ---------- | ---------------- | ------------- | ---- |
| Geberting 1 (Standort) | Hofkapelle | 19. Jahrhundert. | D-1-71-116-12 | BW   |

### Gramsham
| Lage                   | Objekt                   | Beschreibung | Akten-Nr.              | Bild |
| ---------------------- | ------------------------ | --- | ---------------------- | ---- |
| Gramsham 2 (Standort)  | Stadel des Vierseithofes | Mit Bundwerk, giebelseitig Naturstein-Mauerwerk, erste Hälfte 19. Jahrhundert; östlich Hütte, zum Teil Blockbau, gemauertes Erdgeschoss, erste Hälfte 19. Jahrhundert. | D-1-71-116-13 Wikidata | BW   |
| Gramsham 13 (Standort) | Ehemaliges Bauernhaus    | Mit Blockbauoberstock, um 1800. | D-1-71-116-14 Wikidata | BW   |
| Gramsham 27 (Standort) | Ehemaliger Stallstadel   | Mit Bundwerk, bezeichnet mit dem Jahr 1724. | D-1-71-116-15 Wikidata | BW   |

### Irgreit
| Lage                 | Objekt     | Beschreibung                           | Akten-Nr.              | Bild |
| -------------------- | ---------- | -------------------------------------- | ---------------------- | ---- |
| Irgreit 1 (Standort) | Hofkapelle | Mit Kreuzdach und Dachreiter, um 1900. | D-1-71-116-16 Wikidata | BW   |

### Mankham
| Lage                  | Objekt      | Beschreibung | Akten-Nr.              | Bild |
| --------------------- | ----------- | --- | ---------------------- | ---- |
| Mankham 4 (Standort)  | Wegkapelle  | 19. Jahrhundert. | D-1-71-116-18          | BW   |
| Mankham 12 (Standort) | Dreiseithof | Ehemaliges Bauernhaus, mit Blockbauoberstock und Giebelbundwerk, zweite Hälfte 18. Jahrhundert; Bundwerkstadel, zweite Hälfte 18. Jahrhundert; Querstadel mit Bundwerk, erste Hälfte 19. Jahrhundert. | D-1-71-116-17 Wikidata | BW   |

### Oberweidach
| Lage                        | Objekt                          | Beschreibung | Akten-Nr.              | Bild        |
| --------------------------- | ------------------------------- | --- | ---------------------- | ----------- |
| Oberweidach 3; 5 (Standort) | Wohnstallhaus des Vierseithofes | Verputzter Flachsatteldachbau mit Kniestock, Mitte 19. Jahrhundert; östlich Bundwerkstadel, Erdgeschoss aus Tuffstein, wohl 19. Jahrhundert. | D-1-71-116-20 Wikidata | BW          |
| Oberweidach 4 (Standort)    | Feldkapelle                     | Bezeichnet mit dem Jahr 1850, restauriert 1881.                                                                                              | D-1-71-116-22 Wikidata | Feldkapelle |
| Oberweidach 8 (Standort)    | Vierseithof                     | Wohnhaus des Vierseithofes, verputzter Flachsatteldachbau mit Kniestock, bezeichnet mit dem Jahr 1882; südlich Bundwerkstadel, 1840.         | D-1-71-116-21 Wikidata | BW          |

### Östern
| Lage                                                        | Objekt         | Beschreibung          | Akten-Nr.              | Bild |
| ----------------------------------------------------------- | -------------- | --------------------- | ---------------------- | ---- |
| Flur Östern, westlich neben der Straße nach Wald (Standort) | Nagelfluhsäule | Wohl 17. Jahrhundert. | D-1-71-116-19 Wikidata | BW   |

### Priel
| Lage               | Objekt                  | Beschreibung | Akten-Nr.              | Bild |
| ------------------ | ----------------------- | --- | ---------------------- | ---- |
| Priel 1 (Standort) | Stattlicher Vierseithof | Bauernhaus mit Krüppelwalmdach und Putzgliederung, bezeichnet mit dem Jahr 1843; östlich ehemaliger Kuhstall mit Schopfwalmdach, um 1885; südlich zweitenniger Stadel, um 1885; westlich kleiner Bundwerkstadel, 19. Jahrhundert; gemauerte Hofeinfahrt. | D-1-71-116-23 Wikidata | BW   |

## Ehemalige Baudenkmäler
In diesem Abschnitt sind Objekte aufgeführt, die früher einmal in der Denkmalliste eingetragen waren, jetzt aber nicht mehr. Objekte, die in anderem Zusammenhang also z. B. als Teil eines Baudenkmals weiter eingetragen sind, sollen hier nicht aufgeführt werden. Aktennummern in diesem Abschnitt sind ehemalige, jetzt nicht mehr gültige Aktennummern.

| Lage                            | Objekt  | Beschreibung          | Akten-Nr.             | Bild |
| ------------------------------- | ------- | --------------------- | --------------------- | ---- |
| Feichten Hauptstraße (Standort) | Kapelle | Wohl 18. Jahrhundert. | D-1-71-116-3 Wikidata | BW   |

## Abgegangene Baudenkmäler
In diesem Abschnitt sind Objekte aufgeführt, die früher einmal in der Denkmalliste eingetragen waren, jetzt aber nicht mehr existieren, z. B. weil sie abgebrochen wurden. Aktennummern in diesem Abschnitt sind ehemalige, jetzt nicht mehr gültige Aktennummern.

| Lage                          | Objekt                | Beschreibung | Akten-Nr.             | Bild |
| ----------------------------- | --------------------- | --- | --------------------- | ---- |
| Edelham Edelham 23 (Standort) | Ehemaliges Bauernhaus | Mittertennbau mit verschaltem Blockbau-Obergeschoss und Flachsatteldach, zweite Hälfte 18. Jahrhundert; abgebrochen ca. 2011. | D-1-71-116-6 Wikidata | BW   |